# Lee Sung-kyung
Đây là một tên người Triều Tiên, họ là Lee.
Lee Sung-Kyung (tiếng Hàn: 이성경; sinh ngày 10 tháng 8 năm 1990) là một nữ người mẫu, diễn viên và ca sĩ người Hàn Quốc. Cô được công chúng biết tới qua những bộ phim truyền hình Hàn Quốc như Chỉ có thể là yêu (2014), Bẫy tình yêu (2016), Chuyện tình bác sĩ (2016), Cô nàng cử tạ Kim Bok Joo (2017), Người thầy y đức 2 (2020), Sao băng (2022), Mối tình ngang trái (2023), Người thầy y đức 3 (2023).

## Tiểu sử
Lee Sung-kyung sinh ngày 10 tháng 8 năm 1990. Gia đình cô bao gồm bố, mẹ và em gái kém cô 4 tuổi, Lee Sung-eun. Ý nghĩa cái tên Sung-kyung được cha mẹ cô đặt cho để sống theo Kinh thánh. Lee Sung-kyung là một người theo Cơ Đốc giáo, cô thường xuyên đến nhà thờ và là thành viên của nhóm "Jesus Overflows You". Lee Sung-kyung học chơi đàn Piano từ năm 7 tuổi. Trước khi bước chân vào ngành giải trí, Lee Sung-kyung luôn mong muốn trở thành một diễn viên nhạc kịch, vì vậy cô đã kiên trì luyện piano trong suốt 10 năm để chuẩn bị cho kì thi vào Nhạc viện, chuyên ngành piano. Nhưng theo sự giới thiệu của bố mẹ, cô bắt đầu với nghề người mẫu. Năm 2014, Lee Sung-kyung trở thành người mẫu đầu tiên trực thuộc dự án hợp tác giữa YG Entertainment và YGKPlus. Không chỉ hoạt động với vai trò người mẫu, cô còn lấn sân sang các lĩnh vực khác như diễn xuất, ca hát, MC. Sau đó cô chuyển sang hoạt động tại YG Stage trực thuộc YG Entertainment với vai trò là người mẫu và diễn viên.

## Sự nghiệp
Sung-kyung bước chân vào ngành giải trí bằng nghề người mẫu, cô tham gia vào một cuộc thi người mẫu ở địa phương vào năm 2008, cô đứng thứ 11, giành giải Lex Prize và tham gia cuộc thi Siêu mẫu châu Á Thái Bình Dương năm 2009, đứng thứ 5 và thắng giải Unix Hair New Style Prize. Năm 2014, Lee Sung-kyung bắt đầu sự nghiệp diễn xuất bằng một vai phụ trong bộ phim "It's Okay, That's Love", trở thành một nữ diễn viên kiêm người mẫu đầu tiên hoạt động dưới tướng YG Entertainment và YGKPlus. Năm 2015 và 2016, cô tiếp tục tham gia một số bộ phim như Queen's Flower, Bẫy tình yêu và Chuyện tình bác sĩ. Cũng trong năm 2016, cô đảm nhận vai chính đầu tiên trong Cô nàng cử tạ Kim Bok Joo, một bộ phim thể thao dành cho giới trẻ lấy cảm hứng từ câu chuyện đời thực của nữ vận động viên huy chương vàng Olympic Jang Mi-ran. Bộ phim đã mang đến cho cô giải thưởng nữ diễn viên xuất sắc ở hạng mục Miniseries tại lễ trao giải MBC Drama Award lần thứ 35.
Năm 2017, Lee Sung-kyung tham gia lồng tiếng cho bộ phim Quỷ lùn tinh nghịch cùng với Park Hyung-sik. Cùng năm đó, Lee Sung-kyung cũng tiếp tục tham gia bộ phim điện ảnh Love + Sling và tham gia góp giọng trong album "4 X 2 = 8" của Psy với ca khúc "Last Scene" phát hành vào ngày 10 tháng 5 năm 2017.
Năm 2018, Lee Sung-kyung đóng vai chính trong bộ phim truyền hình giả tưởng, lãng mạn About time. Trong phim cô đảm nhận vai diễn Choi Michaela, một nữ diễn viên nhạc kịch có khả năng đặc biệt đó là nhìn thấy tuổi thọ của bất cứ ai. Sau đó cô cũng tiếp tục tham gia bộ phim hài hành động Miss & Mrs. Cops ra rạp vào ngày 9 tháng 5 năm 2019 cùng với Ra Mi-ran.
Vào tháng 3 năm 2019, cô là người mẫu nữ duy nhất được trình diễn trong Beyond Closet's Show tại "Tuần lễ thời trang Seoul F/W 2019".
Năm 2020, Lee Sung-kyung đảm nhận vai chính trong bộ phim truyền hình tâm lý, tình cảm, y khoa đình đám Người thầy y đức 2. Trong phim cô vào vai Cha Eun-jae, một bác sĩ phẫu thuật tim năm 2, là người có niềm đam mê với việc học hành và luôn tự tin bước trên con đường là một sinh viên ưu tú. Tuy nhiên do chứng sợ phòng phẫu thuật khiến cô bị đình chỉ và bị thuyên chuyển đến bệnh viện Doldam, tại đây cô phải làm việc cho Dr. Kim trước khi có thể quay lại bệnh viện chính.
Năm 2022, Lee Sung-kyung được lựa chọn tham gia vai chính trong bộ phim truyền hình Sao Băng của đài tvN cùng với Kim Young-dae.
Dù có các hoạt động diễn xuất, Lee Sung-kyung vẫn xuất hiện trong các buổi lễ thời trang, đóng nhiều quảng cáo và tham gia các chương trình truyền hình thực tế.

## Đời tư
Vào ngày 24 tháng 4 năm 2017, Lee Sung-kyung xác nhận hẹn hò với nam diễn viên, người mẫu Nam Joo-hyuk. Tuy nhiên, đến ngày 18 tháng 8 cùng năm, cặp đôi này đã tuyên bố chia tay.

## Danh sách phim

### Phim truyền hình
| Năm  | Tên tiếng Anh                   | Tên tiếng Việt            | Tên tiếng Hàn                | Kênh phát sóng | Vai diễn               | Bạn diễn                                   | Vai trò           |
| ---- | ------------------------------- | ------------------------- | ---------------------------- | -------------- | ---------------------- | ------------------------------------------ | ----------------- |
| 2014 | It's Okay, That's Love          | Chỉ Có Thể Là Yêu         | 괜찮아, 사랑이야             | SBS            | Oh So Nyeo             |                                            | Vai phụ           |
| 2015 | Queen's Flower                  | Hoa Vương                 | 여왕의 꽃                    | MBC            | Kang Yi Sol            | Yoon Park, Kim Sung Ryung, Song Ok Sook    | Vai thứ chính     |
| 2016 | Cheese In The Trap              | Bẫy Tình Yêu              | 치즈인더트랩                 | tvN            | Baek In Ha             | Park Hae Jin, Seo Kang Joon                | Vai thứ chính     |
| 2016 | Doctors                         | Chuyện Tình Bác Sĩ        | 닥터스                       | SBS            | Jin Seo Woo            | Kim Rae Won, Yoon Kyun Sang, Park Shin Hye | Vai thứ chính     |
| 2016 | Weightlifting Fairy Kim Bok-joo | Cô Nàng Cử Tạ Kim Bok Joo | 역도요정 김복주              | MBC            | Kim Bok Joo            | Nam Joo Hyuk                               | Vai chính         |
| 2017 | While You Were Sleeping         | Khi Nàng Say Giấc         | 당신이 잠든 사이에           | SBS            | Cặp đôi trên cánh đồng |                                            | Khách mời, tập 21 |
| 2018 | About Time                      | Đã Đến Lúc                | 멈추고 싶은 순간: 어바웃타임 | tvN            | Choi Michaela          | Lee Sang Yoon                              | Vai chính         |
| 2020 | Dr. Romantic 2                  | Người Thầy Y Đức 2        | 낭만닥터 김사부 2            | SBS            | Cha Eun Jae            | Ahn Hyo Seop                               | Vai chính         |
| 2020 | Once Again                      | Lại Một Lần Nữa           | 한 번 다녀왔습니다           | KBS            | Ji Sun Kyung           |                                            | Khách mời, tập 53 |
| 2022 | Sh**ting Star                   | Sao Băng                  | 별똥별                       | tvN            | Oh Han Byul            | Kim Young Dae                              | Vai chính         |
| 2023 | Call It Love                    | Mối Tình Ngang Trái       | 사랑이라 말해요              | Disney Plus    | Shim Woo Joo           | Kim Young Kwang                            | Vai chính         |
| 2023 | Dr. Romantic 3                  | Người Thầy Y Đức 3        | 낭만닥터 김사부 3            | SBS            | Cha Eun Jae            | Ahn Hyo Seop                               | Vai chính         |
| TBA  | In Your Brilliant Season        |                           | 찬란한 너의 계절에           |                | Song Ha Ran            | Seo In Guk                                 | Vai chính         |

### Phim điện ảnh
| Năm  | Tên                                | Vai diễn     | Bạn diễn                 | Vai trò    |
| ---- | ---------------------------------- | ------------ | ------------------------ | ---------- |
| 2016 | Broker                             | Cha Yeon-hee | Kim Young Kwang          | Vai chính  |
| 2017 | Trolls                             | Poppy        | Park Hyung Sik           | Lồng tiếng |
| 2018 | Love+Sling                         | Ga-young     | Yoo Hae Jin, Kim Min Jae | Vai chính  |
| 2019 | Miss & Mrs. Cops (Phi vụ nữ quyền) | Jo Ji-hye    | Ra Mi Ran                | Vai chính  |

### Chương trình truyền hình
| Năm  | Tên                                 | Kênh        | Chú thích                               |
| ---- | ----------------------------------- | ----------- | --------------------------------------- |
| 2008 | Super Model S Diary                 | SBS Plus    | MC                                      |
| 2008 | Star King                           | SBS         | Khán giả                                |
| 2008 | Magazine1                           | MBC Every 1 | MC đặc biệt                             |
| 2009 | Yo Girls Diary                      | SBS Plus    |                                         |
| 2009 | Roadshow                            | E!TV        | MC đặc biệt                             |
| 2009 | Entertainment Weekend Express       | E!TV        | MC                                      |
| 2009 | Music n Movie                       | OBS         | MC                                      |
| 2009 | It's Raining Men                    | Mnet        | Khách mời đặc biệt                      |
| 2010 | Cooking Olympic Gochujang           | KBS N       | MC đặc biệt, giám khảo                  |
| 2012 | Style Log                           | OnStyle     |                                         |
| 2012 | Bible TV                            |             | Thành viên                              |
| 2014 | Running Man                         | SBS         | Khách mời, tập 224                      |
| 2015 | King of Mask Singer                 | MBC         | Thí sinh, "Flower Crab Holding Flowers" |
| 2015 | MBC Drama Awards 2015               | MBC         | MC với Shin Dong-yup                    |
| 2016 | Happy Together                      | KBS2        | Khách mời, tập 380                      |
| 2016 | Radio Star                          | MBC         | Khách mời, tập 471                      |
| 2016 | Live Talk Show Taxi                 | tvN         | khách mời, tập 410                      |
| 2016 | Please Take Care of My Refrigerator | JTBC        | Khách mời, tập 76 & 77                  |
| 2016 | Sugarman                            | JTBC        | Thí sinh, tập 29                        |
| 2016 | Running Man                         | SBS         | Khách mời, tập 304                      |
| 2016 | MBC Entertainment Awards 2016       | MBC         | MC với Kim Sung-joo và Jun Hyun-moo     |
| 2017 | On TV                               | KBS2        | Khách mời, tập 1                        |
| 2017 | Golden Disc Awards lần thứ 32       | JTBC        | MC với Lee Seung-gi                     |
| 2018 | Now Praising: Childish Bromance     | KBS         | Thành viên                              |
| 2018 | Asia Artist Awards lần thứ 3        | MTN         | MC với Leeteuk                          |
| 2019 | Amazing Saturday                    | tvN         | Khách mời                               |
| 2019 | Memory Lock                         |             | Phim tài liệu                           |
| 2020 | House On Wheels                     | tvN         | Khách mời, tập 5,6                      |

### Chương trình Radio
| Năm    | Tên                        | Kênh        | Chú thích                     |
| ------ | -------------------------- | ----------- | ----------------------------- |
| 2020   | Choi Hwa Jung's Power Time | SBS PowerFM | Khách mời với Ahn Hyo-seop    |
| 2/2023 | Choi Hwa Jung's Power Time | SBS PowerFM | Khách mời với Kim Young-Kwang |
| 4/2023 | Choi Hwa Jung's Power Time | SBS PowerFM | Khách mời với Ahn Hyo-seop    |

### Video âm nhạc
| Năm  | Tên bài hát                                                       | Nghệ sĩ                         |
| ---- | ----------------------------------------------------------------- | ------------------------------- |
| 2011 | "Stay Cool"                                                       | Simon D feat. Zion.T            |
| 2012 | "Because It's You"                                                | Lee Hyun                        |
| 2013 | "I Love You"                                                      | The Papers X Lee Sung-kyung     |
| 2013 | "Wild and Young                                                   | Kang Seung-yoon                 |
| 2015 | "Two One Two"                                                     | Urban Zakapa                    |
| 2016 | "My Lips like Warm Coffee"                                        | Eddy Kim X Lee Sung-kyung       |
| 2016 | "Re-Bye"                                                          | Akdong Musician                 |
| 2017 | "True Color"(Trolls OST)                                          | Lee Sung-kyung X Park Hyung-sik |
| 2017 | "Can't Stop The Feeling"(Trolls OST)                              | Lee Sung-kyung X Park Hyung-sik |
| 2017 | "Get Back Up Again" (Trolls OST)                                  |                                 |
| 2017 | "Last Scene"                                                      | PSY X Lee Sung-kyung            |
| 2017 | "When we were two"                                                | Urban Zakapa                    |
| 2018 | "I Can't Say That"                                                | Kim Na Young                    |
| 2018 | "My Only One Person" (About Time OST Musical Special)             |                                 |
| 2018 | "I Am What I Am" (About Time OST Musical Special)                 |                                 |
| 2018 | "Tomorrow will be a better day!" (About Time OST Musical Special) |                                 |
| 2019 | "Don't Say Goodbye"                                               | Rocoberry feat. NCT's Doyoung   |
| 2019 | "Show Time" (Miss & Mrs. Cops OST)                                | Ra Mi-ran X Lee Sung-kyung      |

## Danh sách đĩa nhạc
| Năm  | Tên bài hát                | Nghệ sĩ                     | Từ Album                             | Công ty          |
| ---- | -------------------------- | --------------------------- | ------------------------------------ | ---------------- |
| 2013 | "I Love You"               | The Papers X Lee Sung-kyung | 랑의 단상 Chapter 4: You and Me Song | Pastel Music     |
| 2016 | "My Lips like Warm Coffee" | Eddy Kim X Lee Sung-kyung   | Single                               | Mystic89         |
| 2017 | "Last Scene"               | PSY X Lee Sung-kyung        | 4X2=8TH                              | YG Entertainment |
| 2021 | "Love"                     | Loco x Lee Sung-kyung       |                                      |                  |

## Người mẫu

### Quảng cáo
- Anydays
- Everland
- Evisu[36]
- Samsung Galaxy S II
- Homeplus
- SKT Hoppin
- Sky Vega X
- Laneige
- Adidas
- Daniel Wellington
- Lovcat Bijoux
- Bomapp
- Erghe
- Asics
- LG Q6
- Fresh Look
- SK Planet
- Lovcat Bijoux/Lovecat Paris
- LAP Korea

### Print advertising
- Innocosma A24 (người mẫu độc quyền)
- Joff
- Kappa
- Kolon
- Rex Diamond (người mẫu độc quyền)
- Uniqlo
- Unix

### Buổi diễn thời trang
Bộ sưu tập Seoul
- Ha;Sang;Beg
- push BUTTON
- the studio K
- Paul & Alice
- Gissen
- Enzuvan
- Roliat
- Kaal E. Suktae
- D.gnak
- Beyond Closet
- General Idea
- Kwak Hyun Joo
- RE.D, Steve J & Yoni P
- Big Park
- Miss Gee
- Jaison Couture
- Mag & Logan
- s=yz
- Jayho
- Metrocity

Buổi diễn
- Fendi
- DKNY
- Vivienne Westwood
- DEBB
- Folli Follie
- Kim Hye-soon
- Puma
- K Collection
- Kuho
- Obezz
- Ballantyne
- Amsale
- Cotton Day 2012
- Kolon
- Bally

## Giải thưởng và đề cử
| Năm  | Giải thưởng                          | Hạng mục                                    | Đề cử cho                       | Kết quả   |
| ---- | ------------------------------------ | ------------------------------------------- | ------------------------------- | --------- |
| 2008 | 17th Super Model Contest             | Lex Prize                                   | —                               | Đoạt giải |
| 2009 | 2nd Asia Pacific Super Model Contest | Unix Hair New Style Prize                   | —                               | Đoạt giải |
| 2014 | CFDK Fashion Awards                  | Best Female Fashion Model of the Year       | —                               | Đoạt giải |
| 2015 | Korea Drama Awards lần thứ 8         | Best New Actress                            | Queen's Flower                  | Đề cử     |
| 2015 | APAN Star Awards lần thứ 4           | Best New Actress                            | Queen's Flower                  | Đề cử     |
| 2015 | MBC Drama Awards lần thứ 34          | Best New Actress in a Special Project Drama | Queen's Flower                  | Đoạt giải |
| 2016 | Baeksang Arts Awards lần thứ 52      | Best New Actress (TV)                       | Queen's Flower                  | Đề cử     |
| 2016 | Baeksang Arts Awards lần thứ 52      | Most Popular Actress (TV)                   | Cheese in the Trap              | Đề cử     |
| 2016 | Max Movie Awards lần thứ 11          | Rising Star Award                           | —                               | Đoạt giải |
| 2016 | MBC Drama Award lần thứ 35           | Excellence Award                            | Weightlifting Fairy Kim Bok-joo | Đoạt giải |
| 2016 | MBC Drama Award lần thứ 35           | Best Couple với Nam Joo-hyuk                | Weightlifting Fairy Kim Bok-joo | Đề cử     |
| 2016 | SBS Drama Awards lần thứ 24          | Special Award, Actress in a Genre Drama     | The Doctors                     | Đề cử     |
| 2017 | 2017 MTN Broadcast CF Festival Award | CF Popularity Star                          | —                               | Đoạt giải |
| 2018 | Asia Artist Awards lần thứ 3         | Artist of the Year                          | —                               | Đoạt giải |
|      | Asia Artist Awards lần thứ 3         | Best Emotive                                | —                               | Đoạt giải |
| 2019 | Chunsa Film Art Awards lần thứ 24    | Special Popularity Award                    | Miss & Mrs. Cops                | Đoạt giải |